# Bahnstrecke North Bennington–Chatham
| Gesellschaft: | VTR                  |                                         |                                         |
| Streckenlänge: | 99,5 km              |                                         |                                         |
| Spurweite: | 1435 mm (Normalspur) |                                         |                                         |
| |                      |                                         |                                         |
| \| \| \| \| \| \| \| \| von Hoosick Junction \| \| \| \| \| nach Rutland \| \| \| \| 0,0 \| North Bennington VT (Dreiecksbahnhof) \| North Bennington VT (Dreiecksbahnhof) \| \| \| \| Verbindungskurve von Rutland \| \| \| \| \| Straßenbahn Bennington \| \| \| \| \| Walloomsac River \| \| \| \| \| nach Glastenbury \| \| \| \| 7,2 \| Bennington VT \| Bennington VT \| \| \| 14,2 \| Anthony VT \| Anthony VT \| \| \| \| Vermont/New York \| \| \| \| 17,7 \| Bee Hive Crossing NY \| Bee Hive Crossing NY \| \| \| 26,1 \| Petersburg Junction NY \| Petersburg Junction NY \| \| \| \| Strecke Greenfield–Troy \| \| \| \| \| Strecke North Pownal–Rotterdam Junction \| \| \| \| \| Hoosic River \| \| \| \| 27,4 \| North Petersburg NY \| North Petersburg NY \| \| \| 35,9 \| Petersburg NY \| Petersburg NY \| \| \| \| Little Hoosic River \| \| \| \| 43,5 \| Berlin NY \| Berlin NY \| \| \| 47,2 \| Center Berlin NY \| Center Berlin NY \| \| \| \| Little Hoosic River \| \| \| \| 50,9 \| South Berlin NY (früher Cherryplain) \| South Berlin NY (früher Cherryplain) \| \| \| 56,3 \| North Stephentown NY \| North Stephentown NY \| \| \| 60,8 \| Stephentown NY \| Stephentown NY \| \| \| ? \| Wyomanock NY \| Wyomanock NY \| \| \| 68,9 \| Lebanon Springs NY \| Lebanon Springs NY \| \| \| 71,1 \| New Lebanon NY \| New Lebanon NY \| \| \| 73,5 \| Center Lebanon NY \| Center Lebanon NY \| \| \| 76,9 \| Adams Crossing NY \| Adams Crossing NY \| \| \| \| Kinderhook Creek (2×) \| \| \| \| 82,1 \| Brainard NY \| Brainard NY \| \| \| 85,5 \| Riders NY \| Riders NY \| \| \| 89,6 \| Old Chatham NY \| Old Chatham NY \| \| \| \| von Worcester \| \| \| \| 99,5 \| Chatham NY \| Chatham NY \| \| \| \| nach Albany und Hudson \| \| |                      |                                         |                                         |
| |                      |                                         |                                         |
| Strecke |                      | von Hoosick Junction                    | von Hoosick Junction                    |
| Abzweig geradeaus und nach links |                      | nach Rutland                            | nach Rutland                            |
| Dienststation / Betriebs- oder Güterbahnhof | 0,0                  | North Bennington VT (Dreiecksbahnhof)   | North Bennington VT (Dreiecksbahnhof)   |
| Abzweig geradeaus und von links |                      | Verbindungskurve von Rutland            | Verbindungskurve von Rutland            |
| Kreuzung (Querstrecke außer Betrieb) |                      | Straßenbahn Bennington                  | Straßenbahn Bennington                  |
| Brücke über Wasserlauf |                      | Walloomsac River                        | Walloomsac River                        |
| Abzweig geradeaus und ehemals von links |                      | nach Glastenbury                        | nach Glastenbury                        |
| Betriebs-/Güterbahnhof Strecke ab hier außer Betrieb | 7,2                  | Bennington VT                           | Bennington VT                           |
| Haltepunkt / Haltestelle (Strecke außer Betrieb) | 14,2                 | Anthony VT                              | Anthony VT                              |
| Grenze (Strecke außer Betrieb) |                      | Vermont/New York                        | Vermont/New York                        |
| Haltepunkt / Haltestelle (Strecke außer Betrieb) | 17,7                 | Bee Hive Crossing NY                    | Bee Hive Crossing NY                    |
| Bahnhof (Strecke außer Betrieb) | 26,1                 | Petersburg Junction NY                  | Petersburg Junction NY                  |
| Kreuzung (Strecken außer Betrieb) |                      | Strecke Greenfield–Troy                 | Strecke Greenfield–Troy                 |
| Kreuzung (Strecke geradeaus außer Betrieb) |                      | Strecke North Pownal–Rotterdam Junction | Strecke North Pownal–Rotterdam Junction |
| Brücke über Wasserlauf (Strecke außer Betrieb) |                      | Hoosic River                            | Hoosic River                            |
| Haltepunkt / Haltestelle (Strecke außer Betrieb) | 27,4                 | North Petersburg NY                     | North Petersburg NY                     |
| Bahnhof (Strecke außer Betrieb) | 35,9                 | Petersburg NY                           | Petersburg NY                           |
| Brücke über Wasserlauf (Strecke außer Betrieb) |                      | Little Hoosic River                     | Little Hoosic River                     |
| Bahnhof (Strecke außer Betrieb) | 43,5                 | Berlin NY                               | Berlin NY                               |
| Bahnhof (Strecke außer Betrieb) | 47,2                 | Center Berlin NY                        | Center Berlin NY                        |
| Brücke über Wasserlauf (Strecke außer Betrieb) |                      | Little Hoosic River                     | Little Hoosic River                     |
| Haltepunkt / Haltestelle (Strecke außer Betrieb) | 50,9                 | South Berlin NY (früher Cherryplain)    | South Berlin NY (früher Cherryplain)    |
| Haltepunkt / Haltestelle (Strecke außer Betrieb) | 56,3                 | North Stephentown NY                    | North Stephentown NY                    |
| Bahnhof (Strecke außer Betrieb) | 60,8                 | Stephentown NY                          | Stephentown NY                          |
| Haltepunkt / Haltestelle (Strecke außer Betrieb) | ?                    | Wyomanock NY                            | Wyomanock NY                            |
| Bahnhof (Strecke außer Betrieb) | 68,9                 | Lebanon Springs NY                      | Lebanon Springs NY                      |
| Bahnhof (Strecke außer Betrieb) | 71,1                 | New Lebanon NY                          | New Lebanon NY                          |
| Haltepunkt / Haltestelle (Strecke außer Betrieb) | 73,5                 | Center Lebanon NY                       | Center Lebanon NY                       |
| Haltepunkt / Haltestelle (Strecke außer Betrieb) | 76,9                 | Adams Crossing NY                       | Adams Crossing NY                       |
| Brücke über Wasserlauf (Strecke außer Betrieb) |                      | Kinderhook Creek (2×)                   | Kinderhook Creek (2×)                   |
| Bahnhof (Strecke außer Betrieb) | 82,1                 | Brainard NY                             | Brainard NY                             |
| Haltepunkt / Haltestelle (Strecke außer Betrieb) | 85,5                 | Riders NY                               | Riders NY                               |
| Bahnhof (Strecke außer Betrieb) | 89,6                 | Old Chatham NY                          | Old Chatham NY                          |
| Abzweig ehemals geradeaus, ehemals nach links und von links |                      | von Worcester                           | von Worcester                           |
| Dienststation / Betriebs- oder Güterbahnhof | 99,5                 | Chatham NY                              | Chatham NY                              |
| Strecke |                      | nach Albany und Hudson                  | nach Albany und Hudson                  |

Die Bahnstrecke North Bennington–Chatham ist eine Eisenbahnstrecke in Vermont und New York (Vereinigte Staaten). Sie ist etwa 100 Kilometer lang und verbindet die Städte Bennington in Vermont, Petersburg, Berlin, Stephentown, New Lebanon und Chatham (alle in New York). Die Strecke ist größtenteils stillgelegt. Der Abschnitt von North Bennington bis Bennington (7,2 km) gehört im Vermont Rail System zur Vermont Railway. Seit etwa 2000 ist die Strecke jedoch außer Betrieb und ist im Stadtgebiet von Bennington teilweise nicht mehr befahrbar.

## Geschichte
Bereits die 1845 gegründete Western Railroad of Vermont wollte Bennington an das Eisenbahnnetz anschließen. Ein Abzweig von der Bahnstrecke Rutland–Hoosick Junction von North Bennington aus sollte dies bewerkstelligen. Die Zweigstrecke wurde 1854 eröffnet. Bereits 1852 war die Lebanon Springs Railroad in New York gegründet worden, um die Strecke über Lebanon Springs nach Chatham zu verlängern. Der Bau begann zwar noch im gleichen Jahr, musste jedoch aus finanziellen Gründen gestoppt werden. Erst 1869 war die Strecke schließlich fertiggestellt. Der Betreiber wechselte öfter, bis die Gesamtstrecke 1901 durch die Rutland Railroad aufgekauft wurde.
1938 endete der Personenverkehr südlich von Bennington, nachdem bereits viele Jahre vorher nur noch ein Zugpaar an Werktagen gefahren war. Im Dezember 1952 erhielt die Rutland die Genehmigung, die Strecke von Bennington bis Chatham stillzulegen. Der letzte Zug fuhr am 19. Mai 1953. Zwischen North Bennington und Bennington fuhren noch bis zum 26. Juni 1953 Personenzüge. Nach einem Streik endete am 25. September 1961 auch der Güterverkehr auf diesem Abschnitt und es drohte die Stilllegung. Der Staat Vermont kaufte jedoch die Strecke und verpachtete sie an die Vermont Railway, die am 6. Januar 1964 den Güterverkehr wieder aufnahm. Obwohl die Strecke von North Bennington nach Bennington nicht offiziell stillgelegt ist, ist sie im Stadtgebiet von Bennington nicht mehr befahrbar und wird nur noch als Abstellgleis des Bahnhofs North Bennington benutzt.

## Streckenbeschreibung
Die Strecke zweigt im Dreiecksbahnhof North Bennington aus der Bahnstrecke von Rutland ab und führt zunächst in südöstliche Richtung nach Bennington. In einem großen Bogen verläuft die stillgelegte Trasse im weiteren Verlauf wieder nach Norden aus der Stadt, um dann westwärts über die Grenze nach New York zu gehen. Hier wendet sie sich wieder südwärts und kreuzt in Petersburg die Hauptstrecke der Pan Am Railways. Weiter nach Süden im Tal des Little Hoosic River führt die Strecke über Petersburg, Berlin und Stephentown weiter bergauf nach New Lebanon. Hier biegt die Bahn nach Westen ab und erreicht bei Brainard das Tal des Kinderhook Creek, dem sie jedoch nicht lange folgt. Die Bahnstrecke verlässt das Tal und führt weiter südwärts bis in das Dorf Chatham, das sich an der Hauptstrecke der CSX Transportation von Boston nach Albany befindet.